# Irlam
Irlam est une banlieue située dans la Cité de Salford, dans le Grand Manchester en Angleterre, sur la rive nord de la rivière Irwell.
Sa population en 2021 était de 19 712 habitants.